# クジラ夜の街
クジラ夜の街（クジラよるのまち）は、日本の4人組ロック・バンド。高校の軽音楽部のメンバー4人で2017年6月に結成された。Sony Music Artists所属。コンセプトは“ファンタジーを創るバンド”で、2023年5月に日本クラウンからメジャー・デビューした。

## 来歴
2017年6月21日、東京都立武蔵丘高等学校の軽音楽部の同期生4人で結成される。メンバーは、宮崎一晴（ボーカル、ギター）、山本薫（ギター）、佐伯隼也（ベース）、秦愛翔（ドラム）の4名である。バンド名の「クジラ夜の街」の由来についてギターボーカルの宮崎一晴は、“由来はほぼ直感ですが、「渋谷にクジラが出るらしい」とか、そういう響きが幻想的でいいなと思ったため”であると述べている。「全国高等学校軽音楽コンテスト」に出場し、第6回（2018年度）および第7回（2019年度）で奨励賞を受賞する。2019年6月9日の「全国高等学校 軽音フェスティバル 2019」ではオリジナル部門で優勝した。
2019年、ロッキング・オン主催「RO JACK」オーディションで優勝し、8月3日「ROCK IN JAPAN FESTIVAL 2019」に出演、また「出れんの!?サマソニ!? 2019」オーディションで出演権を獲得し、8月18日「SUMMER SONIC 2019」に出演する。8月17日に放送されたテレビ神奈川の番組『ジロッケン環七フィーバー』の「超新世代特集」で紹介される。
高校卒業となる2020年3月15日には「クジラ夜の街 Presents 夜景捜査 Vol.1」の開催を予定していたが新型コロナウイルスの影響で中止となり、5月17日に延期したがまた中止となり、その後12月1日に「夜景捜査 Vol.0」が渋谷CLUB QUATTROで開催することが決定した。
2022年12月8日から初のワンマンツアーである「夜景大捜査“夢を叶えるワンマンツアー”」を開催、12月19日の渋谷WWW Xでのツアーファイナルで、2023年春に日本クラウンからのメジャー・デビューが決定したことを発表する。
2023年1月26日、TikTokアカウントを開設。4月7日よりFM NACK5で初の冠ラジオ番組「クジラ夜の街のメタラジオ」が開始、またクジラ夜の街スタッフの運営によるTwitterアカウント「クジラ夜の街の電波塔」が設立される。
5月10日リリースのEP「春めく私小説」でメジャーデビュー、ジャケットイラストはsakajunが担当した。5月28日放送のフジテレビ「Love music」に出演決定、地上波全国ネット番組への出演は初となる。12月6日、メジャーデビュー後、初のフルアルバム『月で読む絵本』をリリースする。12月5日と12日にTOKYO MXで放映されるドラマ『うしろ姿でもわかる』で、アルバム中の「Memory」と「Time Over （Postlude）」の2曲が主題歌に起用され、宮崎一晴と秦愛翔が出演することが発表された。
2024年2月12日より衣料ショップ「WEGO」とのコラボレーション企画を開始、ドラムの秦が物販での商品開発をしたいと相談したことがきっかけだという。6月21日にはクジラ夜の街と崎山蒼志によるツーマンツアー「劇情」が9月に東名阪で開催されることや、ファンクラブ「FANTASIA」の設立が発表された。
7月、EP「青写真は褪せない」に収録されている楽曲「Saisei」が9月13日公開の映画『この動画は再生できません THE MOVIE』の挿入歌に決定した。8月、メジャー2ndフルアルバムが10月16日に発売されることが発表されたが、11月6日に延期され、また12月からワンマンツアー『DENEI』の開催が発表された。

## メンバー
宮崎一晴（みやざき いっせい）
ボーカル、ギター。2001年10月16日生まれ。Sound Horizonなどのゲーム音楽にハマり、小学4年生の頃に吹奏楽団でトロンボーンを始め、高校ではバンドをやろうと軽音楽部に入部した。
山本薫（やまもと かおる）
ギター。2001年10月21日生まれ。小学4年生の頃にRADWIMPSにハマり、中学2年生の頃、家にあったギターを弾きはじめる。一番影響を受けているギタリストは相対性理論の永井聖一で、他に西田修大や名越由貴夫も好きであるという。
佐伯隼也（さえき じゅんや）
ベース。2001年4月8日生まれ。高校を選んだのは家から近かったから。軽音楽部に入ろうと思ったのは、中学を卒業する1か月くらい前に学校のギター部の演奏をみたことからで、ベースを選んだのは、兄が使っていたベースが家にあったから。
秦愛翔（はだ まなと）
ドラム。2001年4月28日生まれ。中学に入学したときの部活体験で友達と吹奏楽部に行ってみたとき、かわいい先輩女子がいたことから入部したのがドラムを始めたきっかけ。

## ディスコグラフィ

### シングル
| リリース日     | タイトル                      | 規格品番   | 備考                                               |
| -------------- | ----------------------------- | ---------- | -------------------------------------------------- |
| 2020年5月17日  | ヨエツアルカイハ1番街の時計塔 |            | 「インカーネーション」を併録                       |
| 2020年12月23日 | 0話革命                       |            |                                                    |
| 2021年6月21日  | 王女誘拐                      |            |                                                    |
| 2021年12月25日 | あばよ大泥棒                  | SLRL-10083 |                                                    |
| 2022年6月11日  | ここにいるよ                  | SLRL-10091 |                                                    |
| 2022年12月28日 | 踊ろう命ある限り              | SLRL-10107 | すき家CMソング                                     |
| 2023年3月1日   | ハナガサクラゲ                | SLRL-10116 | 公式サイトでは3月13日リリースと記載されている。    |
| 2023年4月5日   | 時間旅行少女                  |            |                                                    |
| 2023年7月12日  | マスカレードパレード          | SLRL-10117 | アニメ『闇芝居 十一期』エンディングテーマ曲        |
| 2023年9月20日  | 裏終電・敵前逃亡同盟          | SLRL-10122 |                                                    |
| 2023年11月8日  | Memory                        |            |                                                    |
| 2024年4月3日   | 美女と野獣                    | SLRL-10130 |                                                    |
| 2024年6月5日   | 祝祭は遠く                    | CRCP-10483 |                                                    |
| 2024年8月28日  | 劇情                          |            | 崎山蒼志との共作                                   |
| 2024年9月25日  | 雨の魔女                      |            | スペースシャワーTV「BOOM BOOM BOOM」10月度CMソング |
| 2025年4月30日  | 夕霊                          |            |                                                    |
| 2025年7月23日  | REAL FANTASY                  |            |                                                    |

※リリース日については基本的に配信日としているが、公演会場などで先行してCDが販売されることがある。

### アルバム
※発売日はCDの発売日だが、配信が先行されることがある。

## ミュージックビデオ
| 公開日         | 曲名                          | 監督（演出）     | 備考                         |
| -------------- | ----------------------------- | ---------------- | ---------------------------- |
| 2020年2月20日  | 夜間飛行少年                  | 小倉翔平、島田光 |                              |
| 2020年11月10日 | 星に願いを                    | 留置太輔         |                              |
| 2020年11月27日 | ヨエツアルカイハ1番街の時計塔 | 水野那央貴       |                              |
| 2021年2月3日   | ラフマジック                  | 川滝悟司         |                              |
| 2021年2月      | 歌姫は海で                    | 小林洋介         |                              |
| 2021年2月26日  | Golden Night                  | 留置太輔         |                              |
| 2021年6月      | 王女誘拐                      | 留置太輔         | 出演：藤城アンナ             |
| 2021年12月25日 | あばよ大泥棒                  | 留置太輔         |                              |
| 2022年6月11日  | ここにいるよ                  | タオカスグル     |                              |
| 2022年11月9日  | EDEN                          | nesu             | 出演：森ふた葉               |
| 2022年11月30日 | 超新星                        | 留置太輔         |                              |
| 2022年12月28日 | 踊ろう命ある限り              | 川滝悟司         |                              |
| 2023年3月1日   | ハナガサクラゲ                | 平島桂子         |                              |
| 2023年4月5日   | 時間旅行少女                  | 小林洋介         |                              |
| 2023年5月10日  | BOOGIE MAN RADIO              | 木下麦           |                              |
| 2023年7月12日  | マスカレードパレード          | 加藤マニ         |                              |
| 2023年9月20日  | 裏終電・敵前逃亡同盟          | 川滝悟司         |                              |
| 2023年10月21日 | インカーネーション            | kurobe           | Lyric Video                  |
| 2023年11月8日  | Memory                        | 小林洋介         |                              |
| 2023年12月6日  | 輝夜姫                        | 小林洋介         |                              |
| 2024年2月14日  | ショコラ                      | 宮崎一晴         |                              |
| 2024年4月3日   | 美女と野獣                    | 平島桂子         |                              |
| 2024年6月5日   | 祝祭は遠く                    | 川滝悟司         | 出演：森マリア               |
| 2024年7月3日   | Saisei                        | 平島桂子         |                              |
| 2024年7月9日   | 失恋喫茶                      | 髙木美杜         | 出演：凜、金井球             |
| 2024年8月28日  | 劇情                          | フジムラヒヨリ   | 出演：石川瑠華、松本陽真     |
| 2024年9月25日  | 雨の魔女                      | タオカスグル     | 出演：鳥之海凪紗             |
| 2024年11月6日  | ホットドッグ・プラネッタ      | 髙木美杜         | 出演：TSUGUMI、横井れな      |
| 2025年4月30日  | 夕霊                          | 小林洋介         | 出演：佐々江天真             |
| 2025年7月23日  | REAL FANTASY                  | 加藤マニ         | 出演：一ツ松勇宇吏、涼井菜生 |

## タイアップ一覧
| 使用年 | 曲名                   | タイアップ                                                   |
| ------ | ---------------------- | ------------------------------------------------------------ |
| 2022年 | 踊ろう命ある限り       | すき家「炭火焼きほろほろチキンカレー『五感』」篇 TV-CMソング |
| 2023年 | マスカレードパレード   | テレビ東京アニメ『闇芝居 十一期』エンディングテーマ          |
| 2023年 | Memory                 | TOKYO MXドラマ『うしろ姿でもわかる』主題歌                   |
| 2023年 | Time Over （Postlude） | TOKYO MXドラマ『うしろ姿でもわかる』主題歌                   |
| 2024年 | Saisei                 | 映画『この動画は再生できません THE MOVIE』挿入歌             |
| 2024年 | 雨の魔女               | スペースシャワーTV「BOOM BOOM BOOM」10月度CMソング           |

## 出演

### ラジオ
- 「クジラ夜の街のメタラジオ」（FM NACK5、2023年4月7日 - ）[93][94]

### テレビ
- 『うしろ姿でもわかる』（TOKYO MX、2023年12月5日、12日） - 宮崎一晴と秦愛翔が出演[22]
- 「ダウ★ツーマン」（テレビ朝日、2024年11月25日、12月2日、12月9日）[95]